# Negombo
Negombo (le Pays des serpents, Cingalais ˈmiːgamuə) est une ville de la côte ouest du Sri Lanka, à environ 40 km au nord de la capitale économique Colombo. C'est l'un des ports de pêche les plus importants de la côte occidentale.
La ville comptait 150 364 habitants en 2007.

## Économie
La pêche joue encore un rôle important, mais le tourisme s'est développé.

## Étymologie: Negombo nous a transmis les catamarans

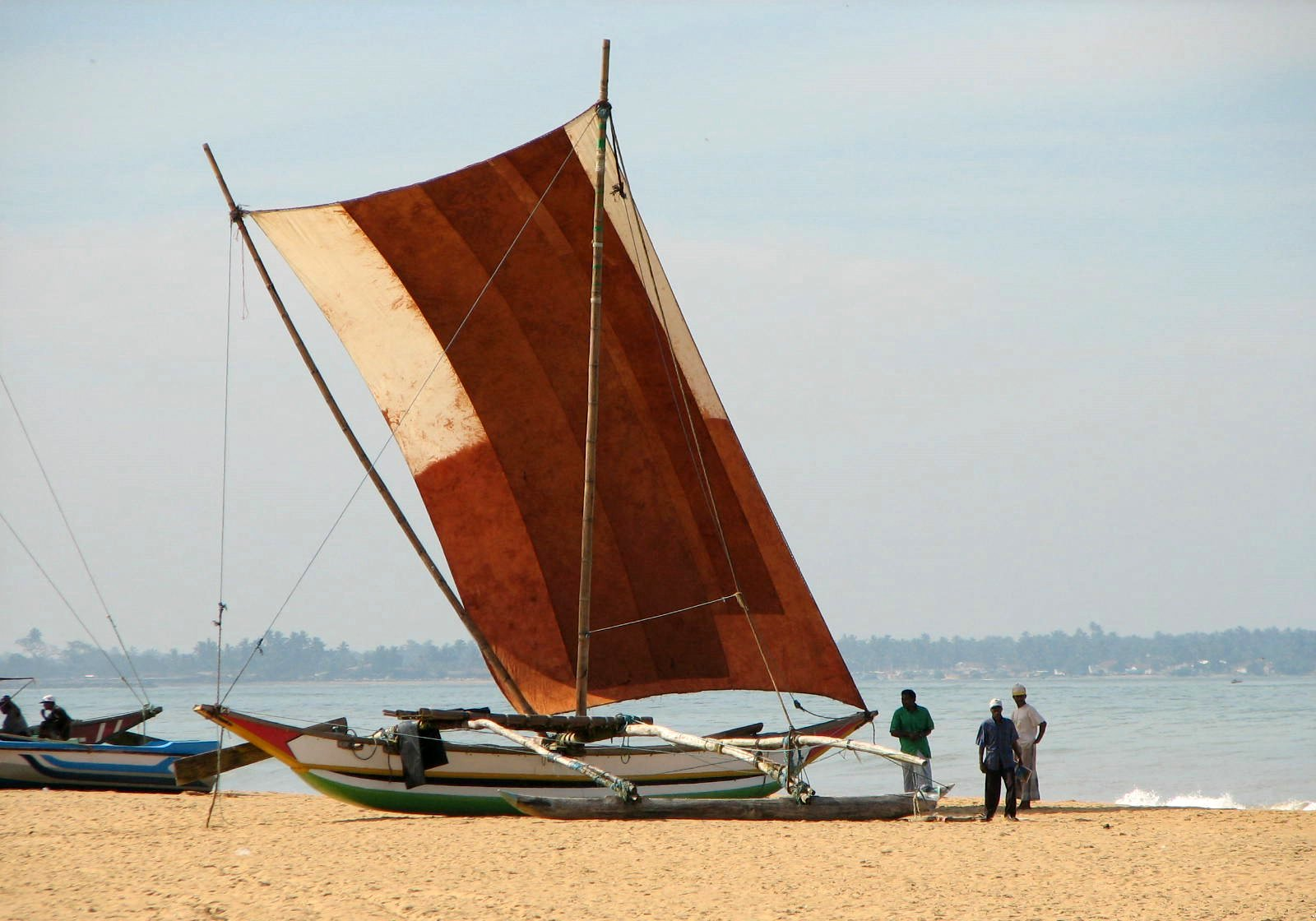
Bateau de pêche à Negombo.

Deux mots de la langue tamoule, kattu (lien) et maram (arbre), désignent depuis des siècles les embarcations typiques de Ceylan (Sri Lanka). Les pur-sang des régates modernes ont pour ancêtres des tas de troncs assemblés avec des cordages. On peut encore en voir dans les eaux de Negombo. C'est même grâce à ces bateaux primitifs que l'ancienne colonie portugaise est devenue le premier centre de pêche du Sri Lanka.